# Oxytocinreceptor
Oxytocinreceptorn är ett protein som fungerar som receptor för hormonet och signalsubstansen oxytocin. Oxytocinreceptorn är en G-proteinkopplad receptor som finns i cellmembranet på vissa celltyper.
Oxytocinreceptorn består av 389 aminosyror. Receptorns ligand är oxytocin. Vid inbindning av oxytocin till oxytocinreceptorn aktiverar G-proteinet som är kopplat till receptorn vidare signaltransduktion i cellen. Oxytocinets första kända verkningsområde handlade om amning och förlossning, och dess receptorer finns följaktligen i hög grad i kvinnobröst och livmoder. Hormonet spelar också en viktig roll i centrala nervsystemet, varför receptorer också i hög grad finns i hjärnan.
Det finns en stor variation av uttrycken för oxytocinreceptorerna i centrala nervsystemet. I amygdala, där oxytocinet verkar ångestdämpande och mängden receptorer avgör ångeststyrda beteenden, påverkar dopamin oxytocinreceptorernas toniska uttryck.
Receptorernas bindningskapacitet, oavsett var de finns, avtar av förhöjda värden oxytocin, en egenskap de delar med andra G-proteinbindande receptorer. Mängden oxytocinreceptorer i livmodern och hypotalamus påverkas av östrogennivåerna, högre nivåer östrogen ger fler oxytocinreceptorer där. Vasopressin ökar oxytocinet på ett mer allmänt plan. Progesteron, däremot, verkar kunna minska receptorernas funktion, eftersom det kan binda dit och därmed förhindra oxytocinet från att verka. Oxytocinreceptorerna blir mer verksamma av att öka värdena på Mg2+ och kolesterol.
Genetiska variationer i oxytocinreceptorn på kromosom 3 är troligen involverade i uppkomsten av autism, aggressioner och empati.